# Menetou-Râtel
Menetou-Râtel település Franciaországban, Cher megyében. Lakosainak száma 463 fő (2022. január 1.). Menetou-Râtel Bué, Crézancy-en-Sancerre, Jars, Sancerre, Sens-Beaujeu, Subligny, Sury-en-Vaux és Verdigny községekkel határos.

## Népesség
A település népessége az elmúlt években az alábbi módon változott:
| Lakosok száma | 594  | 506  | 483  | 490  | 487  | 492  | 484  | 467  | 466  | 463  |
|               | 1968 | 1982 | 1990 | 2006 | 2013 | 2015 | 2017 | 2019 | 2020 | 2022 |